# Grandisoniidae
Grandisoniidae é uma família de anfíbios da ordem Gymnophiona. Está distribuída por Índia, Ilhas Seychelles, Camarões e Etiópia.

## Género
- Gegeneophis Peters, 1880
- Grandisonia Taylor, 1968
- Hypogeophis Peters, 1880
- Idiocranium Parker, 1936
- Indotyphlus Taylor, 1960
- Praslinia Boulenger, 1909
- Sylvacaecilia Wake, 1987